# 송환기
송환기(宋煥箕, 1728년 ~ 1807년)는 조선의 문신이다. 본관은 은진(恩津). 자는 자동(子東), 호는 심재(心齋)·성담(性潭)이다. 송시열의 5대손이자 송인상의 아들이다.

## 생애
1766년(영조 42) 진사시에 합격하고, 1772년 생원시에 합격하였다. 감역, 사헌부지평을 거쳐 장령, 집의를 한 뒤 바로 승지에 특채되고 이조참의, 성균관의 좨주를 거쳐 예조참판이 되고 이후 사헌부의 대사헌을 한다. 그러다 대사헌에 이어서 바로 공조판서를 하고 곧 사헌부대사헌을 한 뒤 이조판서, 사헌부대사헌을 거쳐 대사헌 때 정조의 신임을 얻어서 판의금부사를 거쳐 순조 때 우찬성이 되었다.